# Роман II (Византийска империя)
Роман II (на гръцки: Ρωμανός Β΄; * 938; † 963) е византийски император (василевс), управлявал Византия от 9 ноември 959 до смъртта си на 15 март 963.

## Произход и женитби
Син е на Константин VII и Елена Лакапина, дъщерята на Роман I. Баща му рано го жени за Берта (927/930 – 949 г.), дъщерята на прованския крал Хуго Арлски, но след смъртта ѝ през 949 г., се съгласява на брака на Роман с Анастасо, дъщеря на ханджия, станала през 956 г. царска снаха под името Теофано.

## Император
Роман II наследява баща си Константин VII след като той умира. Имало слухове, че Константин VII е бил отровен.
По-голямата част от времето си Роман прекарва в развлечения. Голямо влияние по време на неговото управление имал евнуха Йосиф Вринга, както и съпругата му, амбициозната императрица Анастасо-Теофано. Въпреки че рядко се интересувал от управлението, Роман II в общи линии продължава успешно политиката на баща си, благодарение на неговите опитни съветници. През 961 – 2 г. е отблъснато нахлуване на маджарите на Балканския полуостров. Продължават мирните отношения с България и Киевска Рус.
По време на краткото му управление, военачалникът и бъдещ император Никифор Фока завладява остров Крит (961 г.). Там е ликвидиран Критския емират, чиито пиратски набези периодично са безпокояли егейското крайбрежие на империята от близо един век. В мащабната експедиция участва многочислен ромейски флот от 100 дромона, 200 хеландии и 50 хилядна армия. Пленените араби са доведени в столицата и разпратени да работят в селското стопанство.
След като завзема Крит, Никифор Фока се отправя към Киликия, владение на емира Саиф Ал Даулах. През декември 962 г. Никифор превзема и столицата му, Халеб (Алепо), където завзема хазната му. Арабите са принудени да отстъпят на византийците крайбрежието на Сирия. Тези победи повдигат духа и самочувствието на ромейската армия и дават начало на нов военно-политически възход за империята.
На 15 март 963 г. Роман II умира в Констанинопол. Слуховете, че е отровен от жена си, може би са недостоверни. Наследен е от двамата си малолетни сина Василий II и Константин VIII. След няколко месеца императрицата се омъжва за успешния военачалник Никифор Фока, който с подкрепата на армията е обявен за съимператор под името Никифор II. Теофано и Роман II имат и една дъщеря, Анна Порфирогенита, родена малко след смъртта му.